# Kelurahan Harapanmulia (administrativ by i Indonesien, Jakarta)
Kelurahan Harapanmulia är en administrativ by i Indonesien.   Den ligger i provinsen Jakarta, i den västra delen av landet. Huvudstaden Jakarta ligger i Kelurahan Harapanmulia.